# Wilfredo Loyola
Wilfredo "Willy" Loyola Torriente (ur. 31 grudnia 1966 w Cienfuegos) – kubański szpadzista, dwukrotny medalista mistrzostw świata.
Podczas mistrzostw świata w Lozannie w 1987 roku zdobył brązowy medal w turnieju indywidualnym. W zawodach tych wyprzedzili go jedynie Volker Fischer z RFN i Andriej Szuwałow z ZSRR. Na rozgrywanych dwa lata później mistrzostwach świata w Denver Kubańczycy w składzie: Lázaro Castro, Nelson Loyola, Wilfredo Loyola, Pedro Merencio i Carlos Pedroso wywalczyli brązowy medal.
Nigdy nie wziął udziału w igrzyskach olimpijskich.
Ponadto zdobył złoty medal drużynowo i srebrny indywidualnie na igrzyskach panamerykańskich w Indianapolis (1987).